# Hypnum umbrosum
Hypnum umbrosum là một loài Rêu trong họ Hypnaceae. Loài này được (Mitt.) Hook. f. mô tả khoa học đầu tiên năm 1867.